# 抚顺油页岩干馏工艺
抚顺油页岩干馏工艺是一种页岩油提取的地上干馏技术，以中国东北的页岩油的主要产地辽宁抚顺命名。

## 历史
抚顺工艺是中国在1920年代提取页岩油时发展的一项技术。抚顺工艺的商业应用开始于1930年，  第二次世界大战后，页岩油的生产停止，直到1949年，100个抚顺页岩油干馏工艺装置恢复生产。1950年，共有266个装置在运转，每个产能是每天100–200吨页岩油。
1960年代大庆油田发现后，页岩油产量开始下降，中石化在1990年代停止生产页岩油。而与此同时，抚顺矿业集团公司下属页岩炼油厂组建，应用抚顺工艺生产页岩油，并于1992年投产。2005年，中国成为世界最大的页岩油生产国  。
1985年至1986年，中石化在约旦试验抚顺工艺生产页岩油，尽管技术上可行，但因为成本太高而终止。

## 技术
抚顺工艺被归为内燃技术，但也用到外热工艺。抚顺工艺采用竖直圆柱形摇臂干馏炉，外层为钢板，内层衬以耐火砖。干馏炉高度超过10（33英尺），内径约3（9.8英尺）。油页岩原料颗粒大小为 10至75（0.4至3.0英寸），从上部送入干馏炉。在干馏炉上部，页岩油干燥和被上升的热气加热，上升的热气穿过下降的油页岩，使油页岩分解。热解发生的温度约为 500 °C（930 °F）。  产生的油蒸汽和热气从底部直接上升到干馏炉顶部并排出，而在基维特工艺里，热气是从侧面进入干馏炉加热油页岩颗粒。 在热解过程中，油页岩被分解为页岩焦，与上升的空气蒸汽一起在干馏炉的下半部燃烧，以加热气体，用于分解所需。这些气体会被重复利用，从干馏炉排出之后，会在冷凝系统里冷却，页岩油也在这一系统里冷凝，气体在加热炉里从500 °C（930 °F）重新加热到700 °C（1,290 °F），然后重新输入到干馏炉。页岩灰从干馏炉底部的旋转的水盆排出，水盆封住干馏炉，并起到冷却干馏炉作用。
抚顺工艺里，干馏炉是一套装置中的一部分，另外还包括物料系统、油烟气系统、冷却及循环水系统和页岩油回收系统，而基维特工艺里，整个装置只有干馏炉。回热炉紧邻干馏炉，两个循环将二者联系起来，即燃烧循环和气体加热循环。在燃烧循环，炉子被加热到1,000 °C（1,830 °F）。燃烧循环完成后，从冷凝系统来的干馏炉气体输入到炉子里加热。  多个炉子交替使用，一直保证有一个炉子用来加热干馏炉气体。一般情况下，有20个干馏炉共用一个冷凝系统和一套加热炉。
抚顺工艺的优点是投资小和稳定性高。这一工艺另一突出的优点是热效率很高，但是，由于需要往干馏炉里加空气，氮气会稀释热解气体。另外，过量的氧气会烧掉产出的一部分页岩油，因此会减少页岩油产量。根据费歇尔分析法测定，抚顺炉的油产率约为65%。 抚顺工艺的缺点是页岩废料大和耗水量大，平均每生产1桶页岩油需要消耗6–7倍的水量。该工艺不适合于粒径很小和油含量低于5%的矿石。
由于单个干馏炉容量有限，抚顺工艺只适用于小规模的干馏厂，处理页岩气产率低的低品质油页岩。

## 商业应用
抚顺工艺只有中国采用。抚顺矿业集团下属有世界最大的页岩油厂，有180个抚顺式炉。每个抚顺炉每小时能处理约4吨油页岩。